# Dot To Tha Dot
Dot To Tha Dot（ドット・トゥ・ザ・ドット）は、Skoop On Somebody+SOUL'd OUTのシングルである。2005年7月6日にリリースされた。

## 概要
Skoop On SomebodyとSOUL'd OUTによるコラボレーション作品。SOS+SOとも表記される。
Charのカバーをカップリングに収録。
SOUL'd OUTのアルバム『Remixies&Outside』にリミックス・バージョンが収録されている。
元は2004年5月に行われた「SONY MUSIC FES.2004」用に作られ、披露された楽曲である。当時からCD化の声があったが、お互いの活動予定が忙しいこともあり、1年後のCD化が約束されたという。

## 収録曲
1. Dot To Tha Dot (5:01)
  - 作詞・作曲・編曲：Skoop On Somebody+SOUL'd OUT
2. SMOKY (4:09)
  - 作詞・作曲：竹中尚人　編曲：Skoop On Somebody+SOUL'd OUT